# Georgina Fanny Cheffins

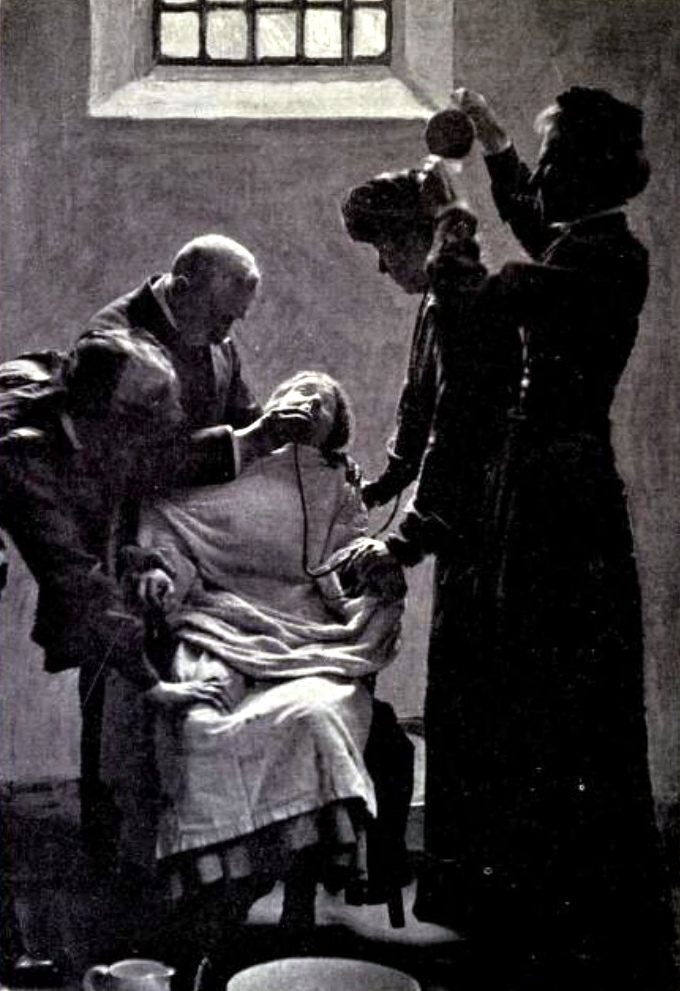
Suffragette nourrie de force - Cheffins l'a enduré en 1912.

Georgina Fanny Cheffins (1863 - 29 juillet 1932) est une suffragette anglaise. Lors de son emprisonnement en 1912, elle entame une grève de la faim pour laquelle elle reçoit la Hunger Strike Medal de la Women's Social and Political Union (WSPU).

## Biographie
Cheffins est née à Holborn dans le Middlesex en 1863, fille de Mary Ann née Craven (1837–1891) et de Charles Richard Cheffins (1833–1902), ingénieur civil et plus tard fabricant de ciment Portland. En 1891, âgée de 27 ans, elle est répertoriée comme vivant avec son père récemment veuf à The Grange House dans le hameau de Grange dans le Kent.
Le recensement de 1901 (en) l'enregistre comme vivant avec Eva (Evangeline) Lewis (1863–1928) dans la mission St James à Sedgley dans le Cheshire ; le recensement les répertorie comme « sœurs laïques ». Lewis est née en Ontario au Canada, fille de John Lewis, évêque d'Ontario (en). Cheffins et Lewis partagent une maison quelque temps avant 1901 jusqu'à la mort de Lewis en 1928, un mariage de Boston selon la terminologie de l'époque. Les deux réussissent à échapper au recensement de 1911 (en).
Cheffins s'implique pour la première fois dans la cause du droit de vote des femmes après être passée devant un magasin WSPU à Folkestone, après quoi elle se rend à Londres pour «faire sa part de manifestation». En mars 1912, Cheffins, âgé de 49 ans, jette une brique à travers la fenêtre de Gorringer's, un grand magasin situé sur Buckingham Palace Road à Londres. Après son arrestation, elle comparait devant le Bow Street Magistrates 'Court le 12 mars 1912 avant d'être traduite en justice aux sessions de Londres sept jours plus tard, le 19 mars 1912.

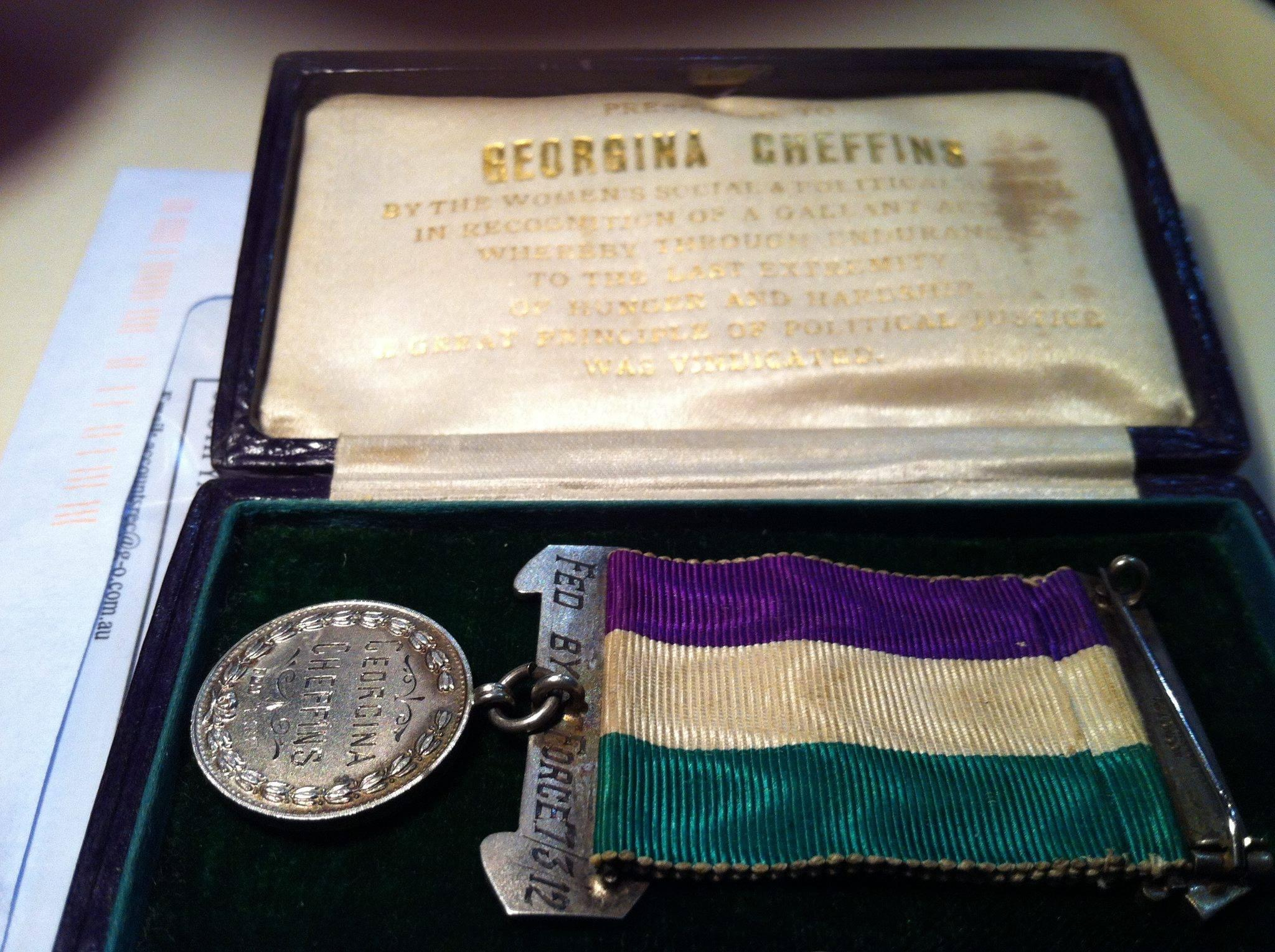
La Hunger Strike Medal décernée à Georgina Cheffins.

Lors de son procès, Cheffins déclare qu'elle est suffragiste par conviction, car, après avoir vécu et travaillé parmi les plus pauvres pendant plus de vingt ans, elle est parvenue à la conclusion que tous les efforts pour améliorer leurs conditions sont vains sans le bénéfice de la franchise. Elle soutient la Women's Social and Political Union car elle estime que leurs méthodes militantes donnent les meilleures chances de succès. Cheffins est condamnée à quatre mois à la prison de Holloway où elle entame une grève de la faim et elle est nourrie de force. Elle est l'une des 68 femmes qui ont ajouté leurs signatures ou leurs initiales au mouchoir des suffragettes brodé par les prisonnières de la prison de Holloway en mars 1912, et conservé jusqu'en 1950 par Mary Ann Hilliard, et toujours visible à la Priest House à West Hoathly,. À sa libération de Holloway, Cheffins reçoit la Hunger Strike Medal de la direction de la WSPU.
Dans ses dernières années, Cheffins vit à Bexhill-on-Sea dans Sussex de l'Est. Elle meurt au 25 Leinster Square à Bayswater en 1932. Elle ne s'est jamais mariée. Sa médaille de la grève de la faim se trouve dans une collection à Melbourne en Australie.